# يسرى صلاح
يسرى عادل صلاح (1923-1993) هي تربويَّة ومعلمة فلسطينية ولدت في مدينة نابلس، وتعد أول فتاة نابلسيَّة تذهب للدراسة في الخارج.

## تعليمها
درست يسرى المرحلة الأساسية في مدارس راهبات مار يوسف، والفاطمية، والعائشية في نابلس، ثم ذهبت إلى مدرسة الفرندز في رام الله لإتمام المرحلة الثانوية، ونالت درجة الدبلوم في الإحصاء من كلية البنات في مدينة بيروت عام 1942، ودرجة البكالوريوس في الأدب الإنجليزي من الجامعة الأميركية في بيروت عام 1946، ثم انتقلت الى الولايات المتحدة الأمريكية حيث أكملت درجة الماجستير في تعليم اللغة الإنجليزية من كلية التربية في جامعة كولومبيا عام 1953.

## حياتها المهنية
عملت مدرِّسة للغتين العربية والإنجليزية في المدرسة العائشية في نابلس بين عامي (1947-1948)، ثمَّ أصبحت مشرفة للغة الإنجليزية في مديرية التربية والتعليم في نابلس بين عامي (1953-1954)، ثمَّ مدرِّسة للغة الإنجليزية في كلية النجاح في نابلس لمدة أربعة أعوام، أسست معهد المعلمات (الأونروا) في نابلس، ونشطت أيضاً في تأسيس معهد تدريب المعلمين (الأونروا) في رام الله، وأصبحت عضوًا في مجلس أمناء كلية النجاح عام 1976، وشاركت في تحويل الكلية إلى جامعة النجاح في العام ذاته، وعضو في مجلس أمناء الجامعة بين عامي (1977-1981). ترجمت عددًا من الروايات الأجنبية إلى اللغة العربية (1984)، وترجمت عشرات القصائد للشاعرة فدوى طوقان إلى اللغة الإنجليزية (1988).
تطوعت مع عدد من زميلاتها في إسعاف الجرحى أثناء النكبة عام 1948، ورفضت العودة إلى العمل في التربية بعد احتلال الضفة الغربية في حزيران عام 1967، ونشطت في حملة مقاطعة منتجات الإحتلال الإسرائيلي.